# كلايمت بليدج أرينا
كلايمت بليدج أرينا هي حلبة متعددة الأستخدامات تقع في مدينة سياتل بولاية واشنطن الأمريكية وهي الملعب الرئيسي لنادي سياتل كراكن الذي يلعب في دوري الهوكي الوطني.